# Melinda Mayová
Melinda Qiaolian Mayová je fiktivní postava, která vznikla v Marvel Cinematic Universe, poté se začala objevovat i v komiksech vydavatelství Marvel Comics. Postava, kterou vytvořili Joss Whedon, Jed Whedon a Maurissa Tancharoen, se poprvé objevila v pilotní epizodě seriálu Agenti S.H.I.E.L.D. v roce 2013. Od začátku seriálu ji hraje Ming-Na Wen. V S.H.I.E.L.D.u je jedna z nejlepší agentů.

## Fiktivní biografie
V první sérii je Melinda Mayová převelena k týmu agenta Phila Coulsona, jako pilot a polní agent, který vyšetřuje nadlidské bytosti. Je ve vztahu s agentem Grantem Wardem, ale později se s ním rozejde. Coulson řekne Skye, že May během mise v Bahrajnu v roce 2008 zachránila celý tým agentů, ale musel při tom zabít malou dívku, která je ovládala. Mayová je traumatizována touto zkušeností, a tak odstoupí z aktivní služby. Později se ukázalo, že se její trauma postupně hojí. Skye a Fitz odhalí, že Mayová sleduje celý tým a hlásí to někomu jinému. Když začne povstání Hydry, Mayová odhalí, že věděla pravdu o Coulsonově zmrtvýchvstání a sledovala ho na příkaz ředitele Nicka Furyho, ale Coulson jí odmítá věřit. Snaží se získat Coulsonovu důvěru zpět, tak hledá, aby zjistila pravdu o Coulsonovým vzkříšením. Podaří se jí pravdu zjistit a ukáže to Coulsonovi. Později May zneschopní Warda, který byl dvojitým agentem Hydry. Spolu s týmem se přesunou do tajné základny S.H.I.E.L.D.u, kde začnou budovat nový S.H.I.E.L.D.
V druhé sérii je Mayová neoficiálním zástupcem Coulsona a pomáhá mu znovu vybudovat S.H.I.E.L.D. Když se objeví jiná frakce S.H.I.E.L.D.u vedená Robertem Gonzalesem a obsadí jejich základnu, Mayová pomůže Coulsonovi uprchnout. Později ale přijme pozici u Gonzalese s podmínkou že dostane zpět jejich základnu. Když se obě frakce spojily, May se stala členkou rady, která usměrňovala ředitele Coulsona. Na konci série si Mayová dá pauzu od S.H.I.E.L.D.u a stráví společný čas s jejím exmanželem Garnerem.
Na začátku třetí série byla Mayová na dovolené po dobu šesti měsíců, ve které pečovala o svého otce, který byl zraněn při autonehodě. Lance Hunter ji později navštíví a doufá, že mu Mayová pomůže najít a zabít Warda. Mayová je nakonec přesvědčena svým otcem, že návrat do jejího života v S.H.I.E.L.D.u je pro ni nejlepší a tak Mayová spolu s Hunterem proniknout do nových řad Hydry. Později se dozví, že Garner je Inhumaský sériový vrah Lash. Mayová s tímto odhalením bojuje, ale pokračuje v práci v S.H.I.E.L.D.u. Později když bojují s Gideonem Malickem a Hiveem, pošlou Garnera, aby vysvobodil Daisy, ale ztratí ho tím na vždy.
V čtvrté sérii, po opětovné legalizaci S.H.I.E.L.D.u a jmenováním Jeffreyho Macee do funkce ředitele má Mayová za úkol přestavět a vyškolit nový tým S.T.R.I.K.E., který bude schopný zasahovat i v nejtěžších situacích. Během jedné ze svých misí se jí dotkla Lucy Bauerová, žena z mezidimenzionálním prostoru, která způsobila, že Mayová začala být paranoidní. Simmonsová spolu s Holdenem Radcliffem "vyléčil" Mayovou tím, že ji zabil a oživil. Později, před vítězstvím nad Eliem Morrowovem, byla Mayová unesena androidem Aidou a byla nahrazena náhradou. Po několika pokusech o útěk dal Radcliffe její mysl do virtuální reality zvané Framework, kde byla agentkou Hydry. Později s pomocí Johnsonové a Simmonsové, unikne z Frameworku, ale v reálném světě musí čelit Aidě, která má nyní Inhumanské schopnosti. Po porážce Aidy je Mayová spolu s týmem poslána do budoucnosti.
V páté sérii se Mayová a ostatní ocitli v Majáku (anglicky Lighthouse), bunkru, ve kterém po zničení Země zůstali poslední lidé. Mayová je zajata rasou Kree, která vládne Majáku a je jako vězeň poslána na opuštěnou část zemského povrchu. Tam potká Robin Hintonovou, kterou vychovala Mayová v její minulosti. May a ostatní se snaží vymyslet, jak se vrátit do současnosti. Když se vrátí zpět, okamžitě se snaží zabránit budoucnosti, kterou viděli. Dostali se do konfliktu s generálkou Haleovou, členkou Hydry, později i s mimozemskou skupinou, Konfederací a generálem Talbotem, který do sebe absorboval Gravitonium. Po jejich vítězství nad Haleovou, Konfederací i Talbotem se May připojí k umírajícímu Coulsonovi v jeho posledních dnech na Tahiti.
V šesté sérii Mayová pomáhá při řešení hrozeb týkajících se Sargeovi skupiny a Izel. Na konci série ji Sarge smrtelně bodne a pošle do dimenze, odkud pochází Sarge i Izel. Mayová přežije, protože smrt v této dimenzi neexistuje a zabrání třem stvůrám z této dimenze, aby se jejich druh mohl nastěhovat na Zem. Jakmile se vrátí na Zem zabije Izel, ale zhroutí se z jejích zranění. Následně přijde Simmonsová, která ji umístí do uzdravovacího modulu, ve kterém se Mayová začne regenerovat.
V sedmé sérii se Mayová uzdraví s pomocí Enocha. Po jejím uzdravení se zdá, že nemá žádné emoce, ale Yo-Yo a Simmonsová zjistí, že May ztratila své vlastní emoce, ale místo toho může cítit pocity všech ostatních, kdykoli je v jejich blízkosti. Po infiltraci na loď Chronicomů, zachrání Daisyinu sestru Koru, přemůže Sibyl a pomůže Koře, se kterou dá lovcům, kteří napadli Maják, empatii a stanou se z nich přátelé. O rok později, po porážce Sibyl, učí Mayová na S.H.I.E.L.D. akademii.